# Чавес, Лукас
Лукас Чавес (исп. Lucas Chaves; 9 августа 1995, Мартин Коронадо, Буэнос-Айрес, Аргентина) — аргентинский футболист, вратарь клуба «Панетоликос».

## Карьера
Лукас Чавес родился в провинции Буэнос-Айрес. Является воспитанником футбольной академии «Архентинос Хуниорс». Уже в середине 2015 года, будучи игроком молодёжного состава, Чавес начинает регулярно тренироваться с профессиональной командой. Несмотря на свой невысокий рост, Лукас Чавес быстро завоевал место основного вратаря и начиная с сезона 2017/2018 становится ключевым игроком футбольного клуба «Архентинос Хуниорс».

## Достижения
«Архентинос Хуниорс»
- Чемпион Примеры В: 2016/17